# فيكن
فيكن هي مقاطعة نرويجية تقع في شرق النرويج تأسست في 1 يناير 2020 وذلك بعد دمج مقاطعات آكرشوس وبوسكرود وأوستفولد.